# Allegro 27
Allegro 27 är en kosterbåt, som är byggd för trygg långfärdssegling i alla farvatten. 
Typen konstruerades 1966 och vann Svenska Kosterförbundets konstruktionstävling 1967. Konstruktören var Lars-Olof Norlin, som införde det s.k. LYS -talet (Lidingö Yard Stick). Det är en handikappregel för kappsegling mellan båtar av olika storlek.  Norlin hade gjort omfattande analyser av resultatlistor från kappseglingen Lidingö Runt, och satte därvid sin egen båtkonstruktion Allegro 27 till LYS 1,0.
Prototypen byggdes i all hast i Eskilstuna. Serieproduktionen av skrov överfördes sedan till Nyköping, där båtarna byggdes av sina ägare under sakkunnig ledning. Under perioden 1971–78 byggdes cirka 300 båtar. Inredningen kan variera mellan olika exemplar, beroende på olika byggares önskemål.